# Carios brodyi
Carios brodyi är en fästingart som beskrevs av Matheson 1935. Carios brodyi ingår i släktet Carios och familjen mjuka fästingar. Inga underarter finns listade.